# 15 Eskadra Myśliwska

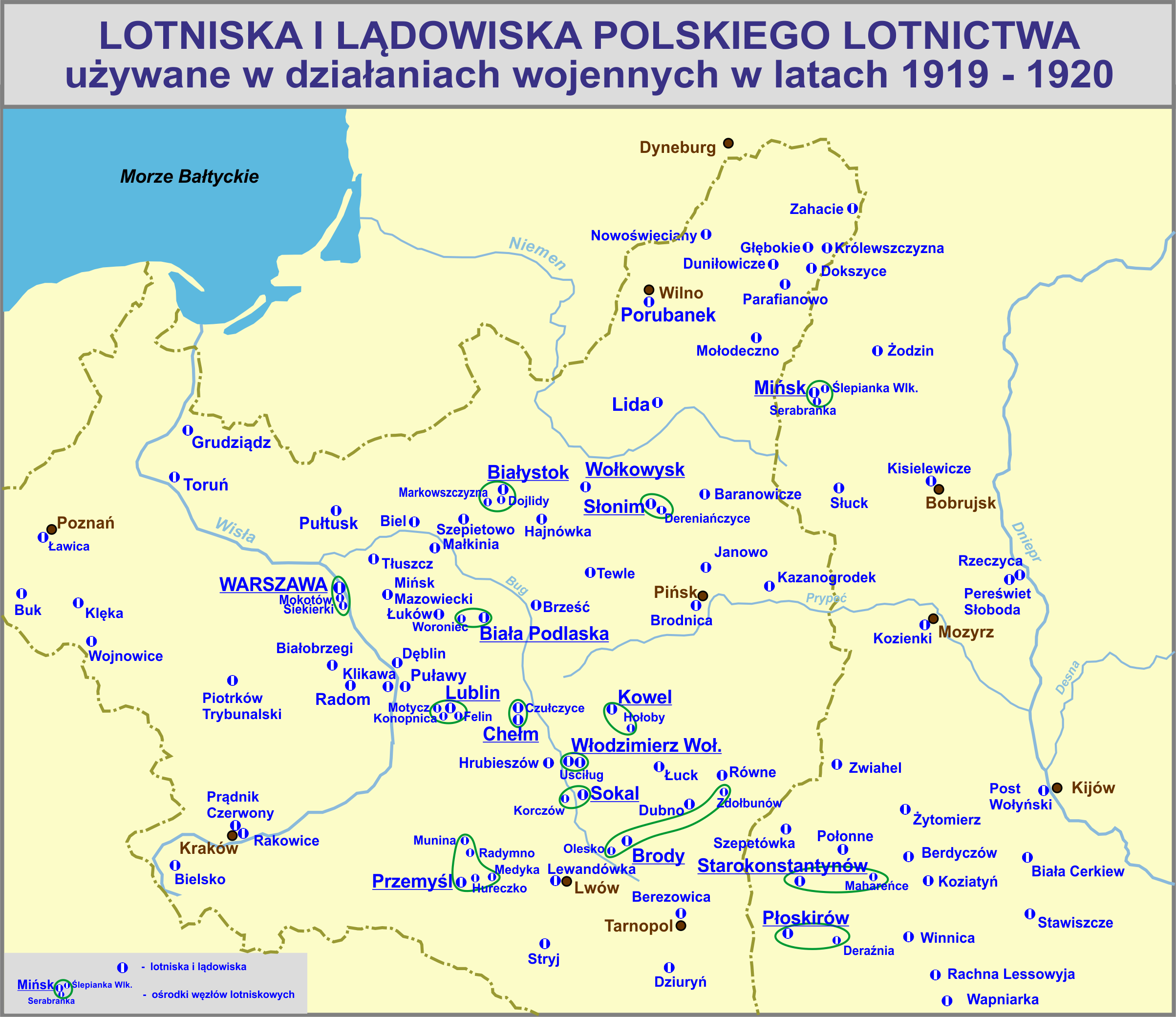

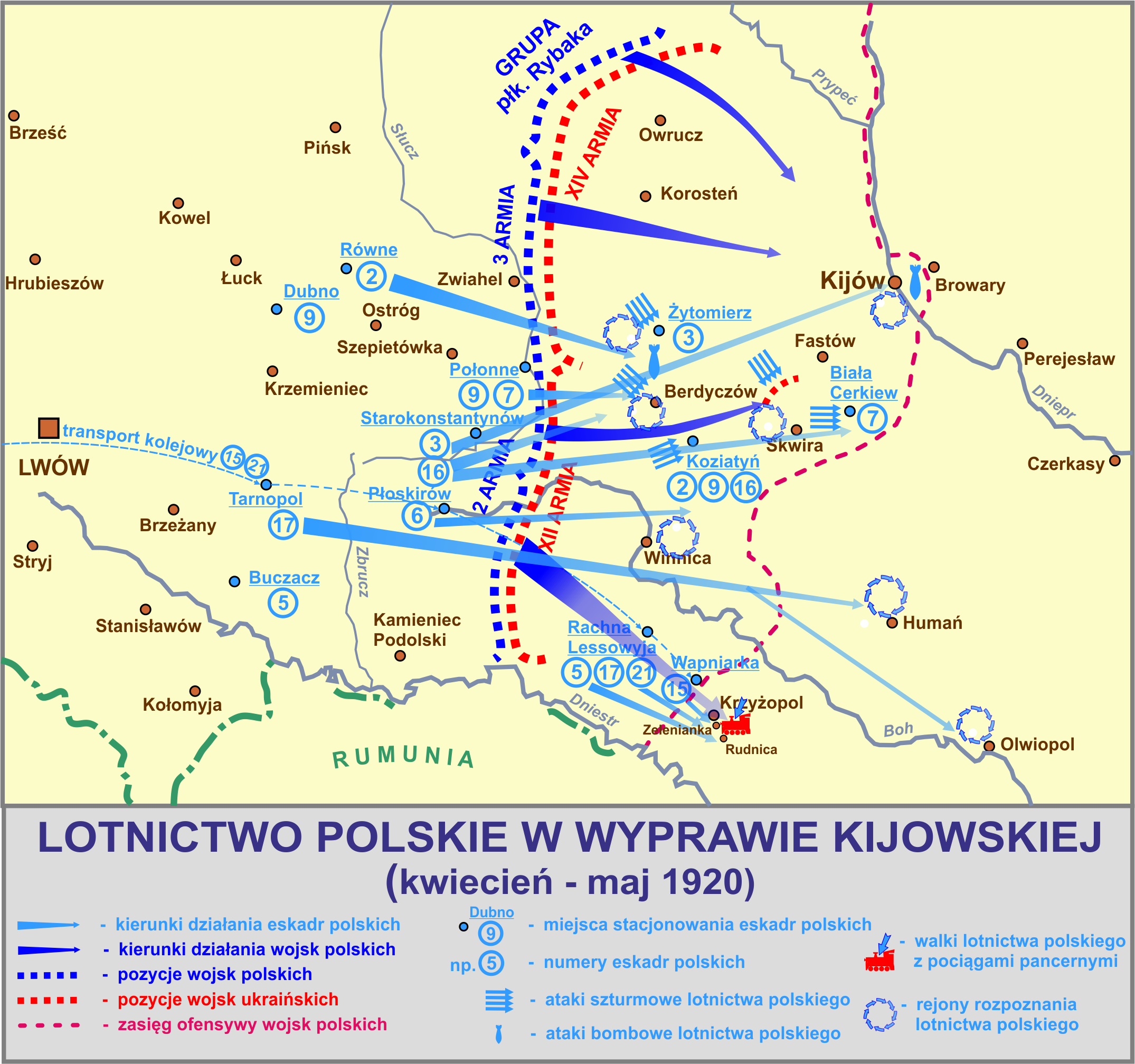

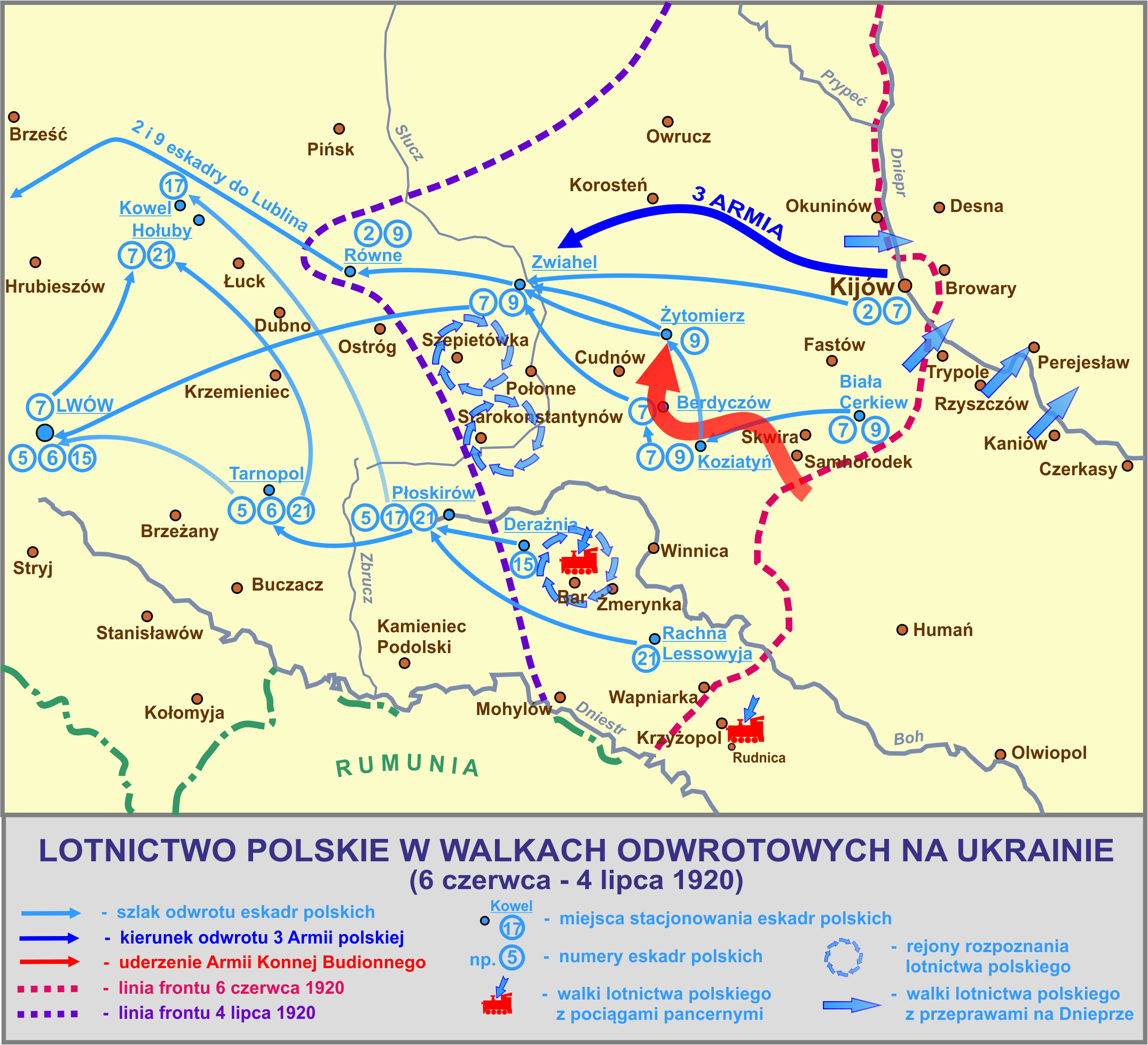

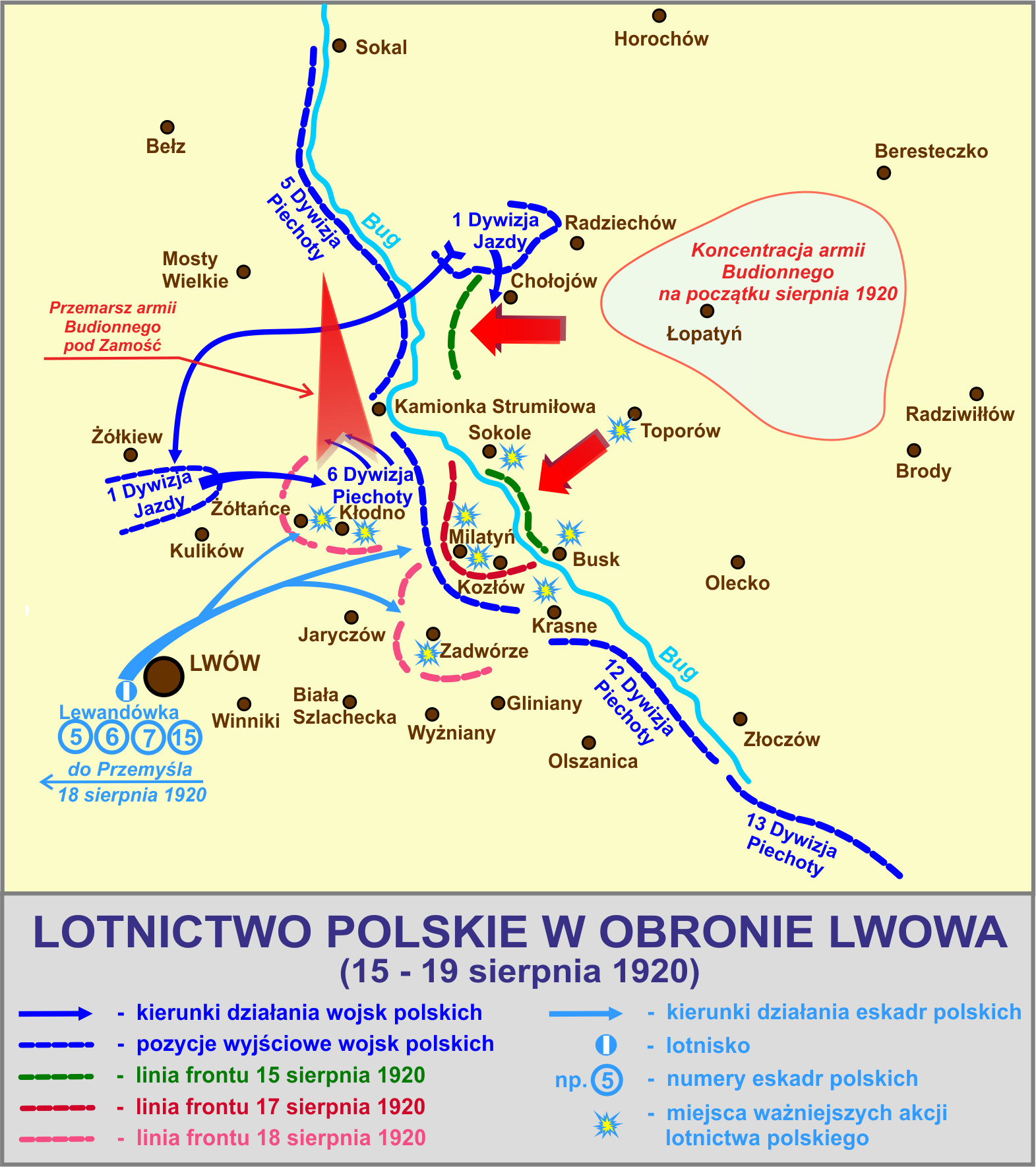

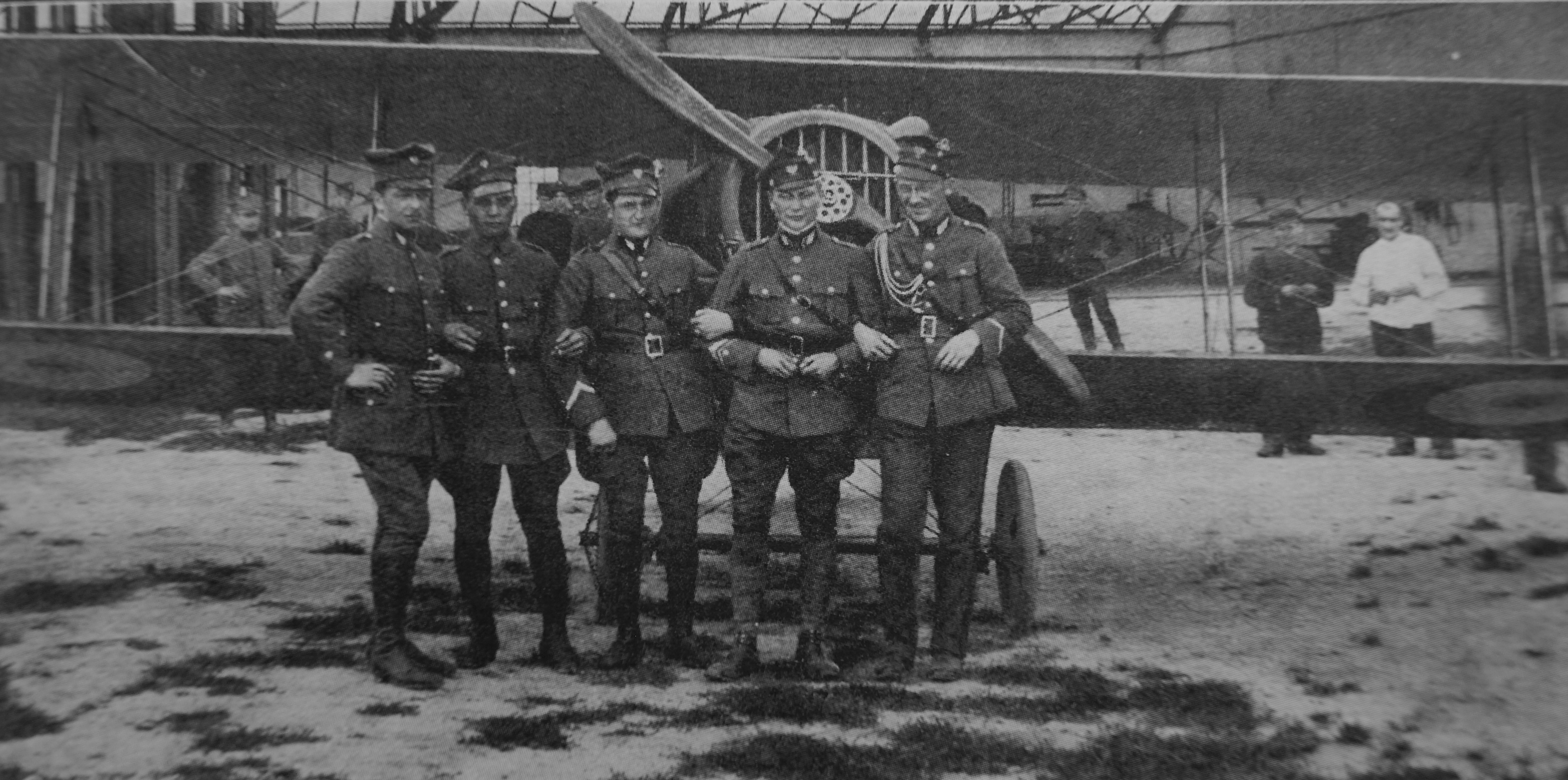
Personel latający 4-ej wielkopolskiej eskadry myśliwskiej w sierpniu 1919. Stoją (od lewej): sierż. Antoni Bartkowiak, sierż. Stanisław Rozmiarek, ppor. Wojciech Biały, por. Dziembowski, ppor. Zdzisław Bilażewski.

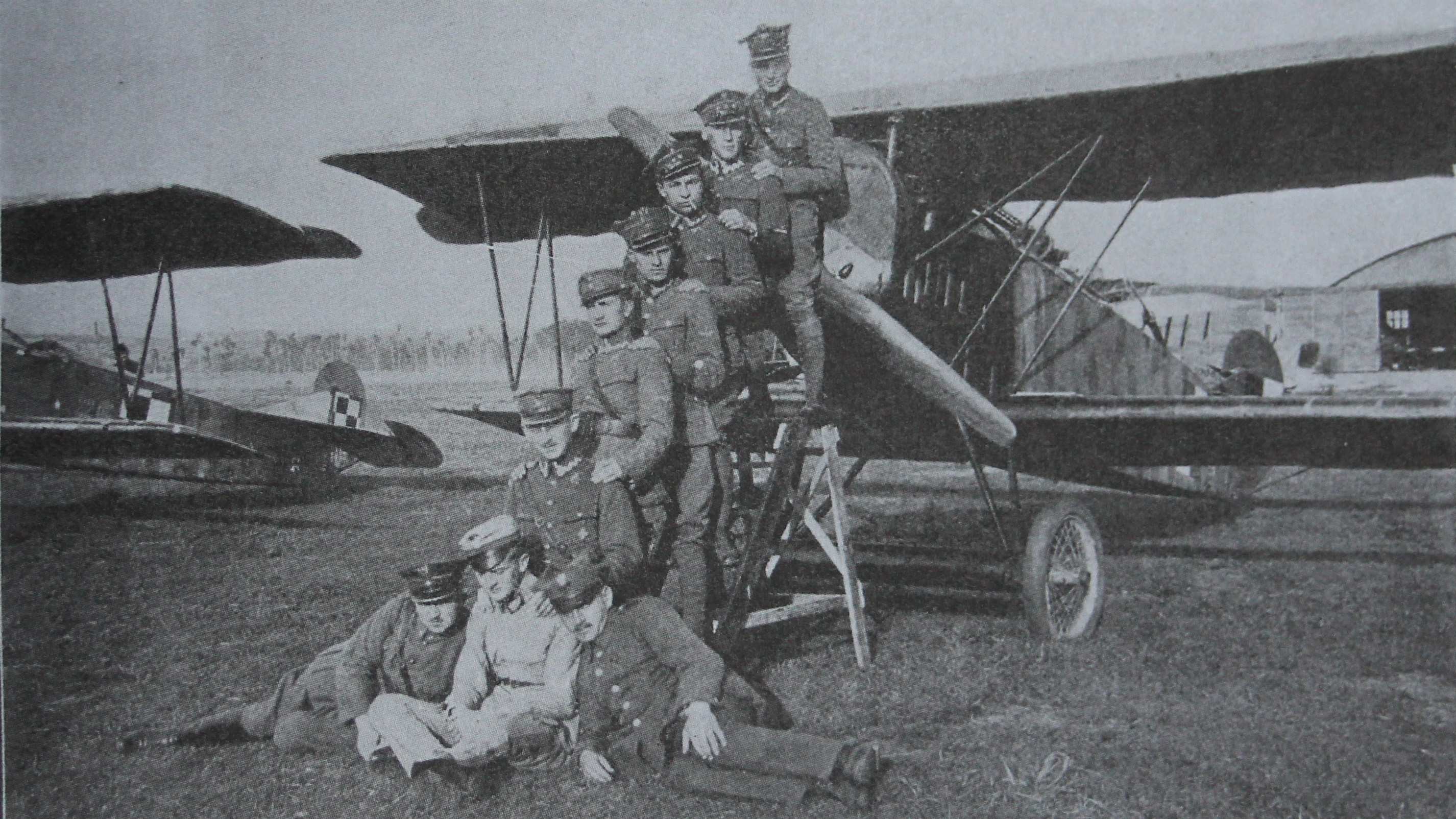
Personel 15 eskadry we wrześniu 1920

15 eskadra myśliwska – pododdział lotnictwa rozpoznawczego Armii Wielkopolskiej i  Wojska Polskiego w II Rzeczypospolitej.
Eskadra sformowana została w 1919 w Poznaniu jako 4 Wielkopolska eskadra bojowa. Wzięła udział  w wojnie polsko-bolszewickiej. W 1920 przemianowana na 15 eskadrę myśliwską. Po wojnie weszła w skład 3 pułku lotniczego. W związku z reorganizacją lotnictwa, w 1925 przemianowana w 112 eskadrę lotniczą.

## Formowanie i walki

### 4 Wielkopolska eskadra bojowa
25 maja 1919 rozpoczęto na Ławicy formowanie 4 Wielkopolskiej eskadry bojowej. Jej organizatorem został por. pil. Adam Jerzy Dziembowski.
Sam proces formowania i wyposażenia eskadry w sprzęt przebiegał nieco wolniej niż w poprzednio organizowanych eskadrach. Trudności nie przysparzało pozyskanie personelu latającego i technicznego, a występujący brak sprzętu, w tym samolotów. Szkolenie rozpoczęto na trzech wysłużonych samolotach: Fokker D.VII, Fokker E.V, Albatros D.III. Ćwiczono loty grupowe i walkę powietrzną.
Po otrzymaniu zakupionych we Francji Spadów, 4 eskadra stała się pełnowartościową jednostką myśliwską. Pozostawała nadal na lotnisku Ławica jako odwód Naczelnego Dowództwa.
Na dzień 1 lutego 1920 eskadra posiadała 6 pilotów i 6 samolotów.
W lutym, po przejęciu przez władze polskie Pomorza, eskadra przeniosła się na lotnisko w Bydgoszczy.
W kwietniu eskadra została przezbrojona w samoloty typu Fokker D.VIII, a w maju  odjechała na front polsko–bolszewicki na lotnisko Wapniarka na Podolu. Tu, w składzie III dywizjonu lotniczego, wykonywała loty bojowe.
Mimo myśliwskiego charakteru, wobec braku aktywności bolszewickich myśliwców, realizowała zadania bombowo-szturmowe. Niszczyła sowieckie linie zaopatrzeniowe, stanowiska artylerii i pociągów pancernych.
24 maja bombardowała i ostrzeliwała pod Zielonką bolszewickie pozycje artyleryjskie, a 27 maja atakowała pociąg przewożący na front oddziały sowieckie.
W maju i czerwcu eskadra podjęła walkę z bolszewickimi pociągami pancernymi. Startując z lotnisk Płoskirów i Derażnia, codziennymi atakami szturmowo–bombowymi uniemożliwiła załogom pociągów pancernych naprawę zerwanych wielokrotnie torów i bezkolizyjne wycofywanie się po przeprowadzonej akcji bojowej. Dwa pociągi: „Bela Kun” i „Krasnyj Krestianin” zostały odcięte od wojsk własnych, a następnie przejęte i wykorzystane bojowo przez polską 12 Dywizję Piechoty, z trzeciego wymontowano część uzbrojenia, a działanie czwartego pociągu zostało powstrzymane brawurowymi atakami z powietrza.
Personel techniczny i latający z powodzeniem realizował nietypowe dla myśliwców zadania. Zabrany w celach łącznościowych szkolny samolot Albatros B.II został zaadaptowany przez jedynego obserwatora w eskadrze ppor. Zdzisława Bilażewskiego, do wykonywania zrzutów bomb. Również samoloty myśliwskie poddano doraźnym przeróbkom, instalując wyrzutniki bomb 5 i 12-kilogramowych.

### 15 eskadra myśliwska
W trakcie walk na froncie polsko-bolszewickim, 4 Wielkopolska eskadra bojowa została przemianowana na 15 eskadrę myśliwską.
W  czerwcu i lipcu oddziały polskie prowadziły walki obronno-opóźniające, a Armia Konna, będąca głównym przeciwnikiem polskiej 6 Armii, znacznie udoskonaliła metody walki z lotnictwem i stała się jego groźnym przeciwnikiem. Kawalerzyści Siemiona Budionnego zaczęli powszechnie używać sprzężonych karabinów maszynowych ustawionych na taczankach, organizując przy tym zasadzki z wykorzystaniem niewielkich pododdziałów kawalerii.
W działaniach odwrotowych wojsk polskich, będąc w owym czasie w składzie II dywizjonu przy 6 Armii, eskadra operowała z lotnisk Berezowica i Lwów.
Do Lwowa eskadra przybyła 14 lipca. Tu już czekało na nią uzupełnienie. Było to kilka samolotów typu Fokker D.VII, jeden Fokker D.VIII i jeden Albatros B.II.
W zasadzie we Lwowie pozostawała tylko grupa bojowa eskadry, a tabory odesłane zostały do Radymna. Dowództwo nad logistyką objął ppor. Zdzisław Bilażewski.
Od 21 lipca przez cały sierpień walczono z oddziałami 1 Armii Konnej Siemiona Budionnego.
28 lipca eskadra wykonała ona trzy loty wywiadowcze, a 2 sierpnia 8 lotów szturmowych.
Na początku sierpnia na lotnisku Lewandówka stacjonowały cztery eskadry 3 dywizjonu lotniczego: 5. i 6 eskadry wywiadowcze, 7. i 15 eskadra myśliwska. Ich wyposażenie stanowiło 6 samolotów wywiadowczych i 10 myśliwskich.
Od 10 sierpnia zaczęła się zwiększać liczba codziennych lotów na front. Miało to związek ze przekierowaniem działań jazdy Budionnego na kierunek lwowski. 
15 sierpnia armia Budionnego zbliżyła się do linii Bugu, przy czym jedna jej dywizja osiągnęła Bug między Buskiem a Kamionką Strumiłową. Właśnie ją, skoncentrowaną w czworoboku wsi Wierzblany – Adamy – Jabłonówka – Sokole, zaatakowała 15 eskadra myśliwska. Ze względu na znaczne zalesienie tego obszaru, zwalczanie celów naziemnych było utrudnione, a jednocześnie ułatwiało ostrzeliwanie nisko latających samolotów. Tego dnia podczas kilkakrotnych ataków lotniczych eskadra straciła dwa samoloty i jednego pilota.
Sierżant Stanisław Rozmiarek, lądując na postrzelanej maszynie rozbił samolot i zmarł 25 sierpnia we lwowskim szpitalu. Porucznik Józef Hendricks, także przymusowo lądował, ale zdołał uniknąć niewoli i powrócił do eskadry. 
16 sierpnia nieprzyjaciel sforsował Bug, a na froncie powstała 25 kilometrowa wyrwa, w którą wtargnęły masy bolszewickiej kawalerii. Dla zamknięcia tej luki dowództwo 6 Armii nie miało już żadnych odwodów prócz tych kilkunastu samolotów we Lwowie. Tego dnia wszystkie samoloty 3 dywizjonu rzucono do ataku na przeciwnika. Dowódca dywizjonu, mjr Faunt le Roy zadecydował, by ataki przeprowadzać pojedynczymi maszynami, aby później uniknąć oczekiwania przy tankowaniu i ponownym uzbrajaniu samolotów. Nad polem walki pojedyncze samoloty przechodziły do ataku bombami z wysokości 700 – 800 metrów, a następnie ostrzeliwały kolumny nieprzyjaciela z lotu koszącego aż do wyczerpania amunicji. Tego dnia dywizjon przeprowadził 49 lotów szturmowych bez strat własnych. Straty wojsk sowieckich były wysokie.
Przez noc 16/17 sierpnia mechanicy naprawiali uszkodzone i postrzelane samoloty. 
Rankiem 17 sierpnia wystartowało 19 samolotów. Zadanie dywizjonu polegało na wspomaganiu wojsk własnych w rejonie Busk – Krasne, a także na powstrzymywaniu kolumn jazdy sowieckiej w marszu na Lwów. Podczas akcji szturmowej pięć samolotów zostało poważnie uszkodzonych w zderzeniach z jeźdźcami (sic!). Tego dnia kawaleria Budionnego poniosła bardzo wysokie straty, a natarcie sowieckiej 6 Dywizji Kawalerii zostało odparte wyłącznie przy pomocy samolotów. Łącznie 17 sierpnia 19 maszyn wykonało 69 lotów szturmowych.
18 sierpnia po południu eskadra działała w okolicach Żółtańca, gdzie następnego dnia zamierzano wykonać przeciwuderzenie siłami własnej kawalerii. Podczas tej akcji został zestrzelony ppor. Edward Lewandowski.
Dzień 18 sierpnia był dniem największego wysiłku bojowego lotników w czasie obrony Lwowa. Przeprowadzono wówczas 72 loty bojowe. W walkach tych na szczególne wyróżnienie zasłużyli: ppor. Antoni Bartkowiak, por. Adam Jerzy Dziembowski, por. Józef Hendricks i ppor. Edward Lewandowski.
W dniach od 15 do 18 sierpnia, posiadając cztery samoloty i pięciu, a 16 sierpnia już tylko czterech pilotów, eskadra atakowała oddziały konarmii, ostrzeliwując je ogniem karabinów maszynowych i bombardując z powietrza.
Wieczorem 18 sierpnia, z powodu zagrożenia naziemnego lotniska w Lewandówce, wszystkie eskadry 3 dywizjonu przeleciały na lotniska pod Przemyślem. W ciągu następnych trzech dni działalność lotnicza została znacznie ograniczona. Dało o sobie znać przemęczenie załóg i zużycie samolotów.
W związku z poprawą sytuacji operacyjnej na froncie, już 24 sierpnia eskadra powróciła do Lwowa.
Przez cały sierpień wykonała około 90 lotów bojowych, w tym w ciągu 16 i 17 sierpnia aż 26 lotów. Zrzucono 300 kg bomb i wystrzelono około 10 000 naboi.
Poza niszczeniem żywej siły przeciwnika, ataki te powodowały wyraźny spadek ducha bojowego bolszewickiej konnicy. Rajdy wykonywano na niebezpiecznie niskim pułapie. Oddziaływanie psychologiczne i skuteczność ognia broni pokładowej, strzelającej seriami z tak małej wysokości w zwarte masy wojska, była ogromna.
Niezwykle niebezpieczne dla pilotów eskadry były jednak bolszewickie taczanki uzbrojone w karabiny maszynowe. Samoloty wracały z akcji z przestrzelinami w kadłubach lub z uszkodzonymi silnikami.
15 sierpnia celny ogień przeciwnika ranił w obie nogi sierż. pil. Stanisława Rozmiarka, który ostatkiem sił zdołał wylądować w pobliżu własnych pozycji pod Krasnem. Rannego lotnika przetransportowano do szpitala we Lwowie, gdzie mianowany podporucznikiem i uhonorowany Krzyżem Orderu Virtuti Militari zmarł po dziesięciu dniach. Został pochowany na cmentarzu obrońców miasta.
Tego dnia nie powróciła z lotu również maszyna pilotowana przez por. pil. Józefa Hendricksa. Akcja poszukiwawcza dała jednak rezultaty i pilot został odnaleziony.
Przechwycona depesza radiowa ze sztabu Konarmii z 18 sierpnia tak opisywała przebieg walk w tamtym okresie:

W ostatnich dniach nieprzyjaciel w szerokim zakresie zastosował w walce z kawalerią samoloty, w ten sposób kompensując zbyt szczupłe siły. W dniu 16 i 17 sierpnia eskadry nieprzyjaciela w liczbie dochodzącej do 9 płatowców, krążyły nad nacierającymi kolumnami Konnej Armji. Zuchwale zniżając samoloty, nieprzyjaciel ostrzeliwał nasze oddziały i zarzucał je bombami. Wojska, atakowane z powietrza, nie mniej, niż trzy razy na dzień, mają ogromne straty w ludziach i koniach. W jednej tylko 6 Dywizji Kawalerji w dniu 17 sierpnia zabito i raniono przeszło 100 ludzi i 100 koni. Jedno z natarć 6 Dywizji Kawalerii odparto wyłącznie za pomocą płatowców. Proszę o rozkaz natychmiastowego wysłania do mego rozporządzenia jednej baterji przeciwlotniczej, która podążałaby za armją....

18 sierpnia, w czasie ataku na kawalerię sowiecką, został zestrzelony ppor. pil. Edward Lewandowski. Udało mu się jednak wylądować na pozycjach zajmowanych przez oddziały polskie. W tym czasie Armia Budionnego, rezygnując ze zdobywania Lwowa, pomaszerowała w kierunku Zamościa. Ruszyła za nią, operująca z lotniska Korczowo,  między innymi i 15 eskadra. Oprócz działań szturmowych, wykonywała też loty rozpoznawcze. Załogi lądowały na przygodnym terenie w pobliżu własnych pozycji, by zdać na gorąco relację z przeprowadzonego zwiadu lotniczego. Zdarzały się też pomyłki. Sierż. pil. Antoni Bartkowiak, biorąc pomyłkowo kawalerię sowiecką za własną, o mało nie dostał się do niewoli. Wylądował w pobliżu wojsk przeciwnika, a dopiero ostrzeliwany zdążył wystartować i uniknąć pościgu. Pilot wykonał nawrót i zaatakował z broni maszynowej wrogie zgrupowanie.
Ponowne nasilenie walk z jednostkami Armii Konnej nastąpiło na przełomie sierpnia i września podczas bitwy pod Komarowem. 
31 sierpnia ppor. Antoni Bartkowiak napotkał w rejonie Cześnik kilkuset osobową grupę jazdy nieprzyjaciela, którą skutecznie ostrzelał i rozproszył. Tego samego dnia zwalczał także oddziały kawalerii sowieckiej pod Niewichrowem. Ze względu na znaczne oddalenie od linii frontu eskadra urządziła pod Korczowem lotnisko wysunięte, na którym znajdowała się stacja benzynowa i kilku mechaników.
Od początku września eskadra zwalczała kawalerię sowiecką w rejonie Hrubieszowa i Uściługa.
W tym czasie działania bojowe nie miały już takiego nasilenia. 
1 września eskadra przeprowadziła cztery loty bojowe. 
W tym też miesiącu do eskadry przybyli nowi piloci: kpt. Prosiński, ppor. Miśkiewicz i pchor. Barcikowski. 
1 października nadszedł rozkaz przenoszący eskadrę do Rudniej. Jednak ze względu na nieodpowiednie warunki lotniskowe, eskadra 8 października przeniosła się na lotnisko w Zdołbunowie. 
W październiku wykonała jeszcze 12 lotów bojowych. 12 października podczas powrotu z zadania bojowego pchor. Janusz Barcikowski podczas lądowania o zmroku rozbił maszynę i odniósł lekkie obrażenia. 
Rozejm zastał eskadrę w Zdołbunowie.
W czasie wojny eskadra wykonała 277 lotów spędzając 346 godzin w powietrzu. Zginął 1 lotnik.

## Eskadra w okresie pokoju
W okresie pokojowej reorganizacji lotnictwa polskiego, 15 eskadra myśliwska została przeniesiona do Ostrowa Wielkopolskiego, a później do Poznania. W sierpniu 1921 weszła w skład powstającego 3 pułku lotniczego.
Zła sytuacja finansowa państwa i brak sprzętu uniemożliwiał pilotom eskadry realizowanie pełnego programu szkolenia. Na wyposażeniu eskadry były wówczas samoloty Albatros D-III i Oeffag D-III.
W 1923  przydzielono 15 eskadrze kilka samolotów typu Ansaldo „Balilla”. 
W czerwcu 1925 roku przemianowano jednostkę na 112 eskadrę myśliwską, w 1928 roku na 132 eskadrę myśliwską.

## Żołnierze eskadry
| Dowódcy eskadry                                       | Dowódcy eskadry                | Dowódcy eskadry                         |
| Stopień                                               | Imię i nazwisko                | Okres pełnienia służby                  |
| ----------------------------------------------------- | ------------------------------ | --------------------------------------- |
| por. pil.                                             | Adam Jerzy Dziembowski         | 25 V 1919 – 1921                        |
| kpt. pil.                                             | Tadeusz Jarina                 | 1921 – III 1923                         |
| por. pil.                                             | Edward Lewandowski             | III 1923 – VII 1924                     |
| kpt. pil.                                             | Kazimierz Jarzębiński          | VII 1924 – III 1925                     |
| Personel latający okresu wojny polsko – bolszewickiej |                                |                                         |
| Obserwatorzy                                          | Obserwatorzy                   | Piloci                                  |
| kpt. obs. Witold Prosiński                            | kpt. obs. Witold Prosiński     | por. pil. Józef Hendricks               |
| ppor. obs. Zdzisław Bilażewski                        | ppor. obs. Zdzisław Bilażewski | por. pil. Adam Jerzy Dziembowski        |
| ppor. obs. Tadeusz Miśkiewicz                         | ppor. obs. Tadeusz Miśkiewicz  | ppor. pil. Bolesław Szczepański         |
|                                                       |                                | ppor. pil. Stefan Mierzejewski          |
|                                                       |                                | ppor. pil. Wojciech Biały               |
|                                                       |                                | ppor. pil. Edward Lewandowski           |
|                                                       |                                | sierż. / ppor. pil. Antoni Bartkowiak   |
|                                                       |                                | sierż. / ppor. pil. Stanisław Rozmiarek |
|                                                       |                                | pchor. pil. Janusz Barcikowski          |
|                                                       |                                | sierż. pil. Kazimierz Rogowski          |

## Wypadki lotnicze
W okresie funkcjonowania eskadry miały miejsce następujące wypadki lotnicze zakończone obrażeniami lub śmiercią pilota:
- 8 lipca 1919 zginął wykonując lot ćwiczebny samolotem Spad por. pil. Bolesław Szczepański.
- 16 marca 1920 w locie ćwiczebnym zginął ppor. pil. Stefan Mierzejewski.
- W okresie lipiec-sierpień 1920 eskadra zwalczała nieprzyjacielską kawalerię. Podczas jednego z ataków ciężko ranny został sierż. pil. Stanisław Rozmiarek, który zmarł w szpitalu 21 sierpnia 1920[32].
- W 1922 do Lubelskiej Wytwórni Samolotów został z eskadry oddelegowany por. pil. Antoni Bartkowiak jako szef pilotów-oblatywaczy. Na skutek obrażeń doznanych w wypadku lotniczym zmarł 1 maja 1922.

## Samoloty eskadry

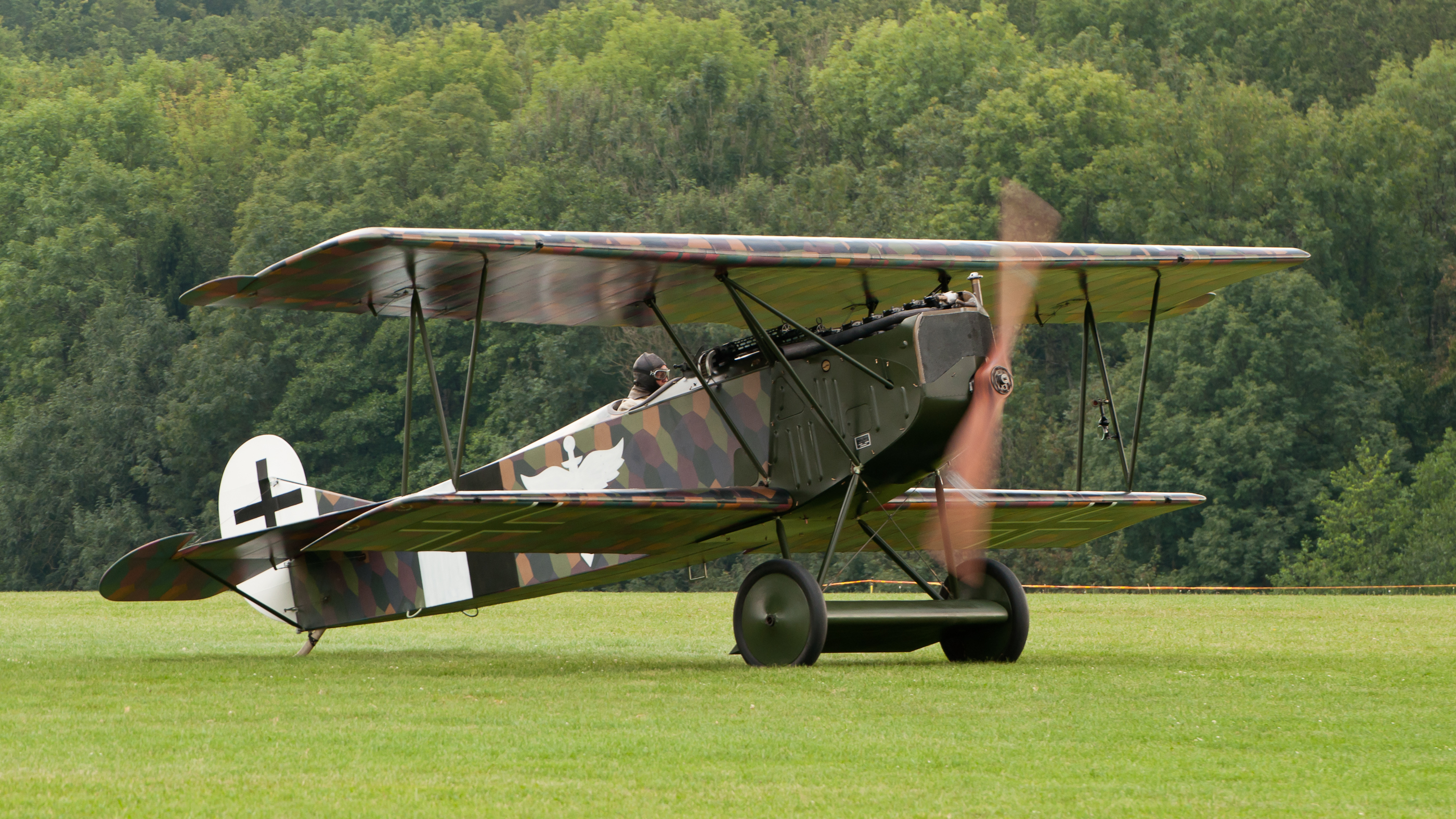
Fokker D.VII
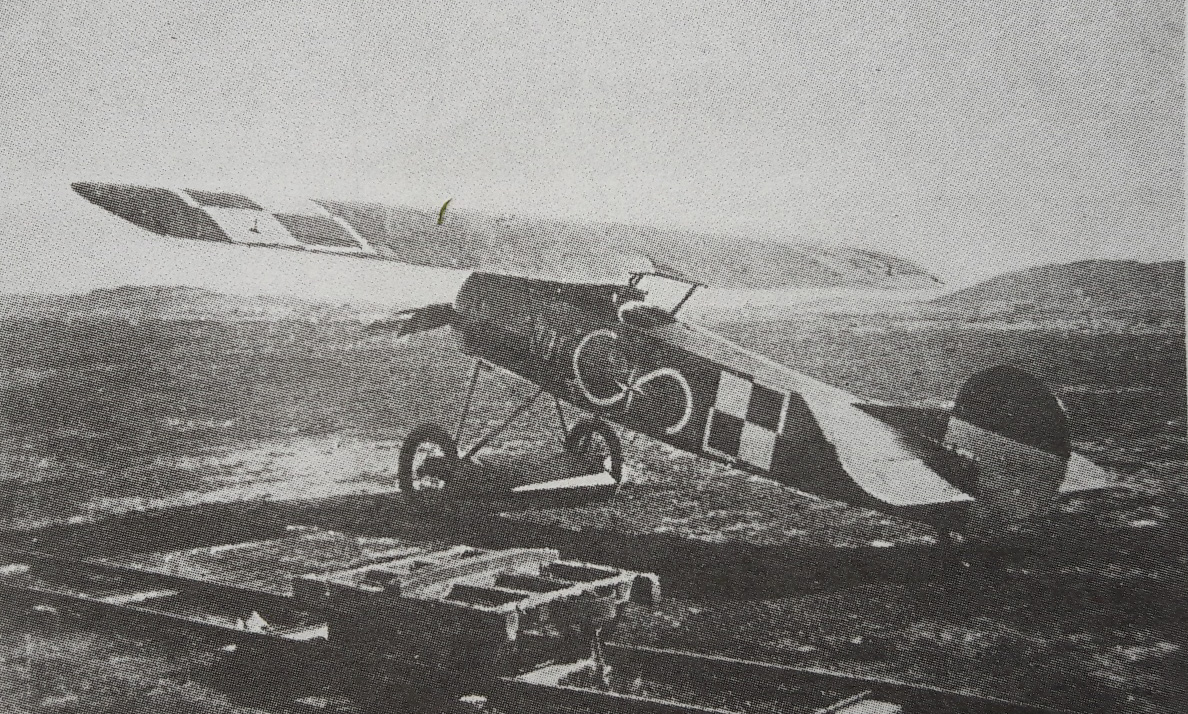
Fokker E.V
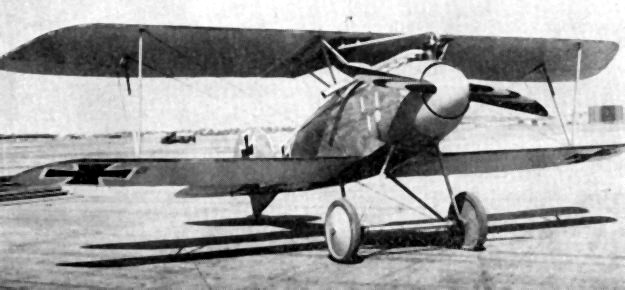
Albatros D.III
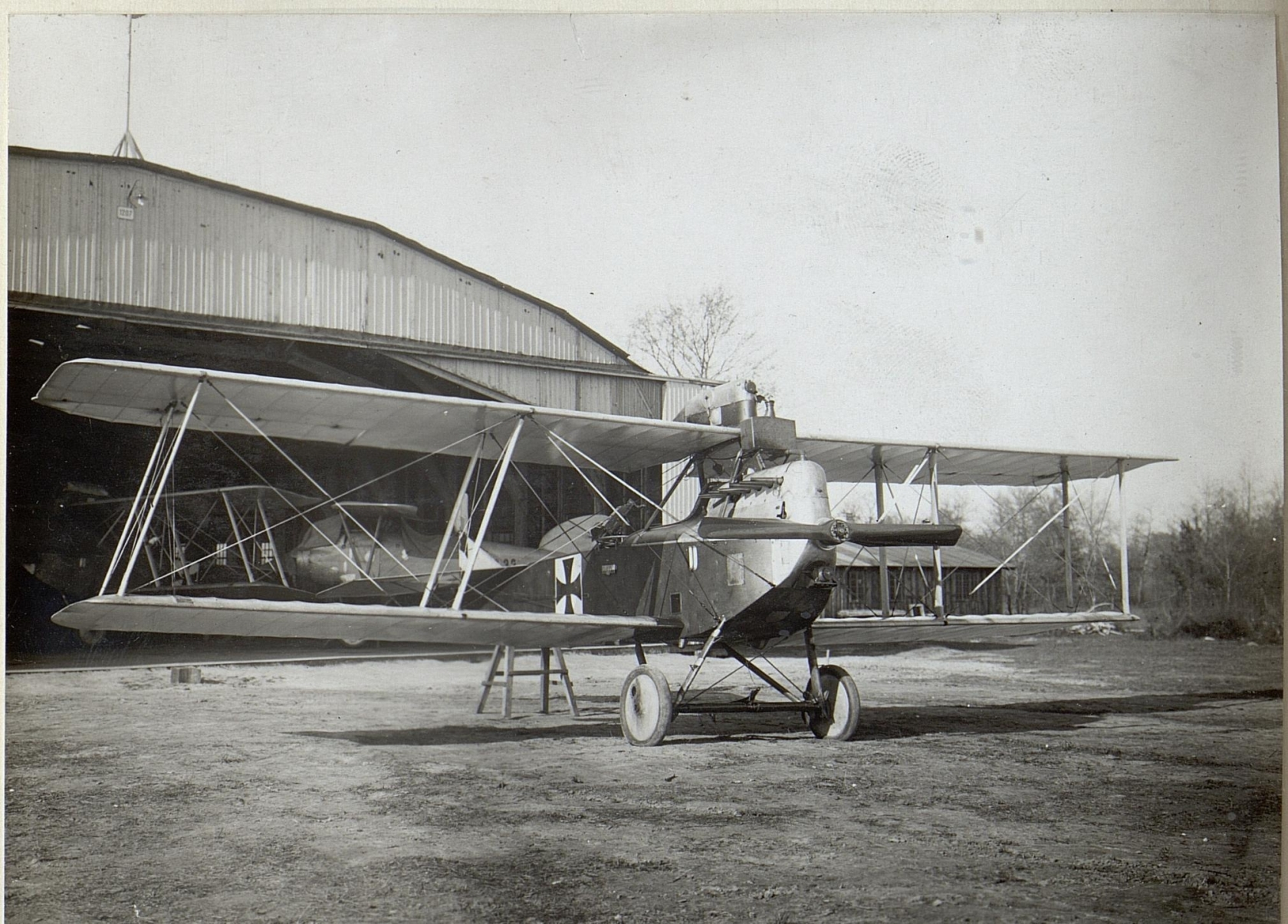
Albatros D.III (Oef)
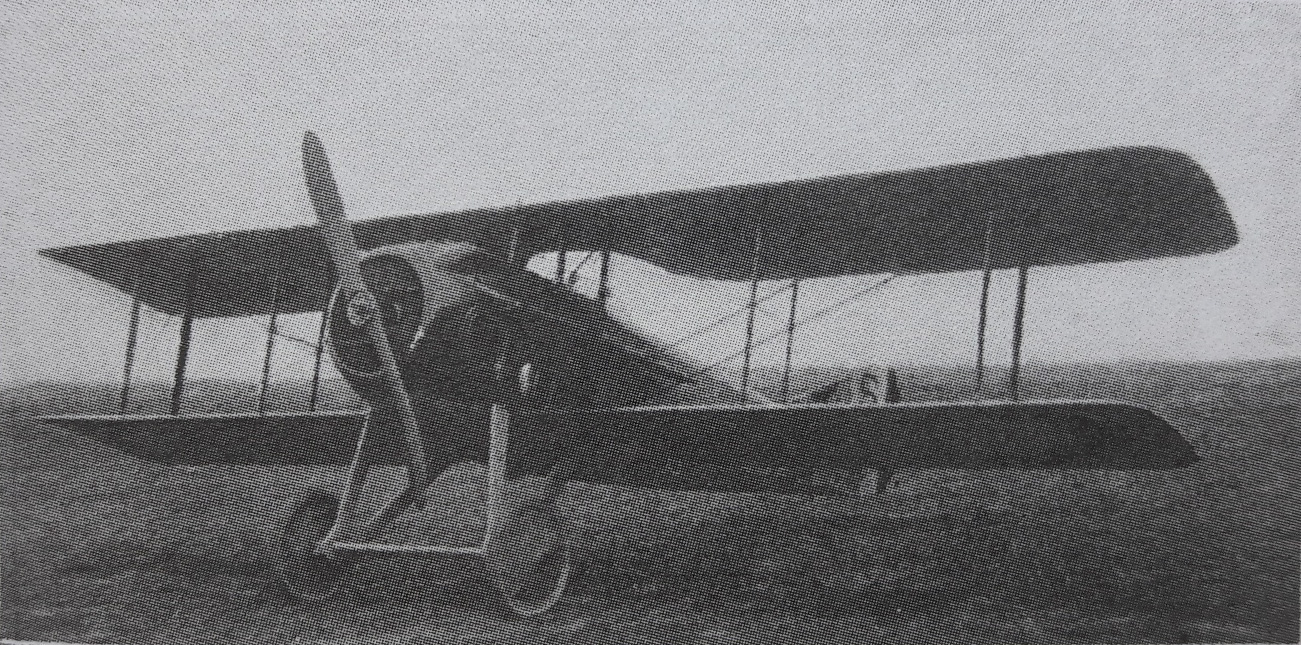
SPAD S.VII
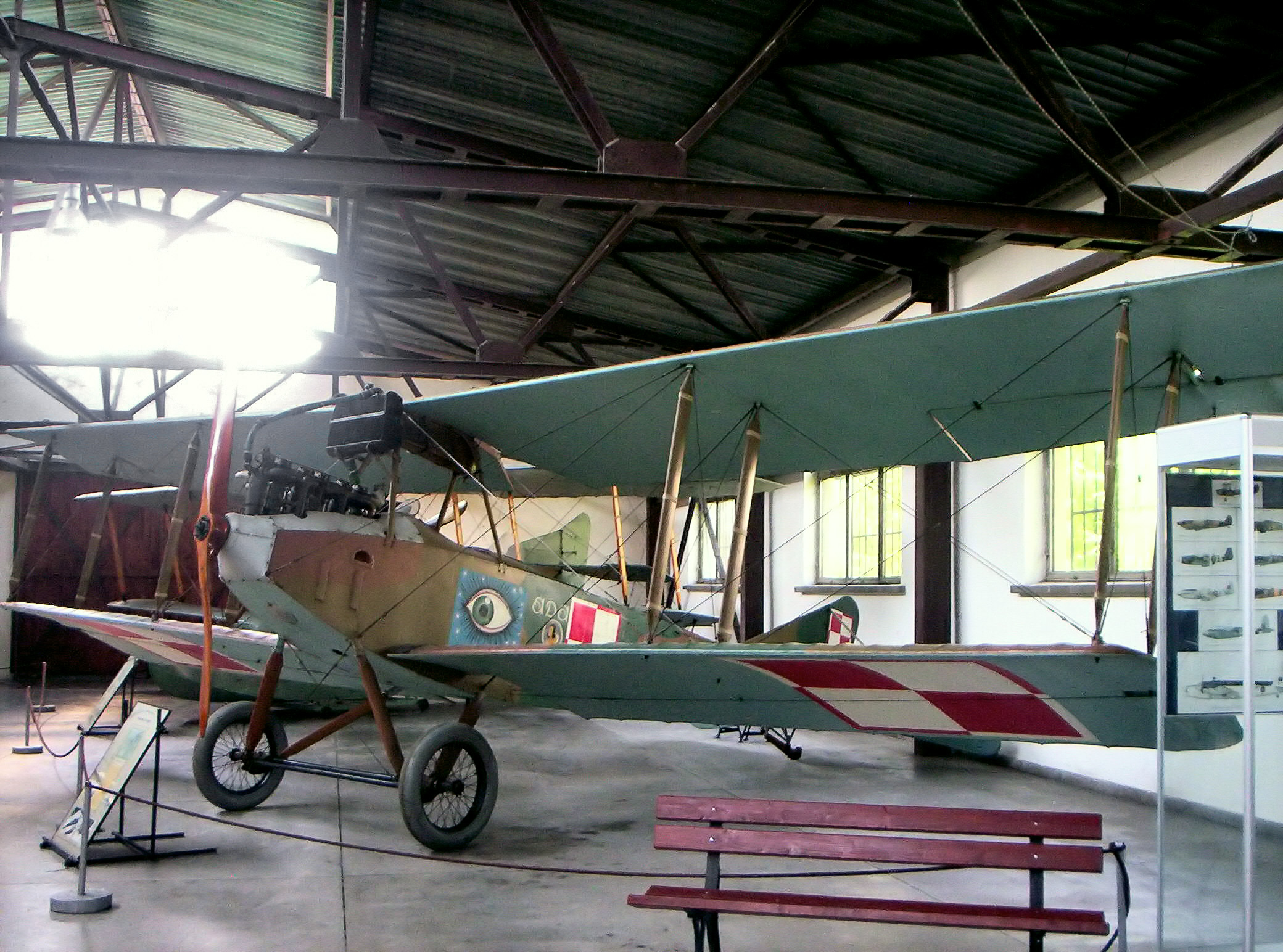
Albatros B.II
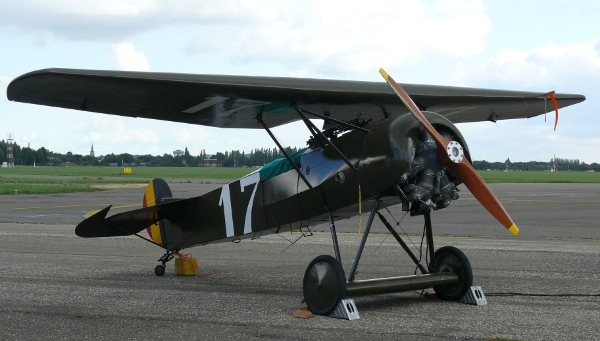
Fokker D.VIII
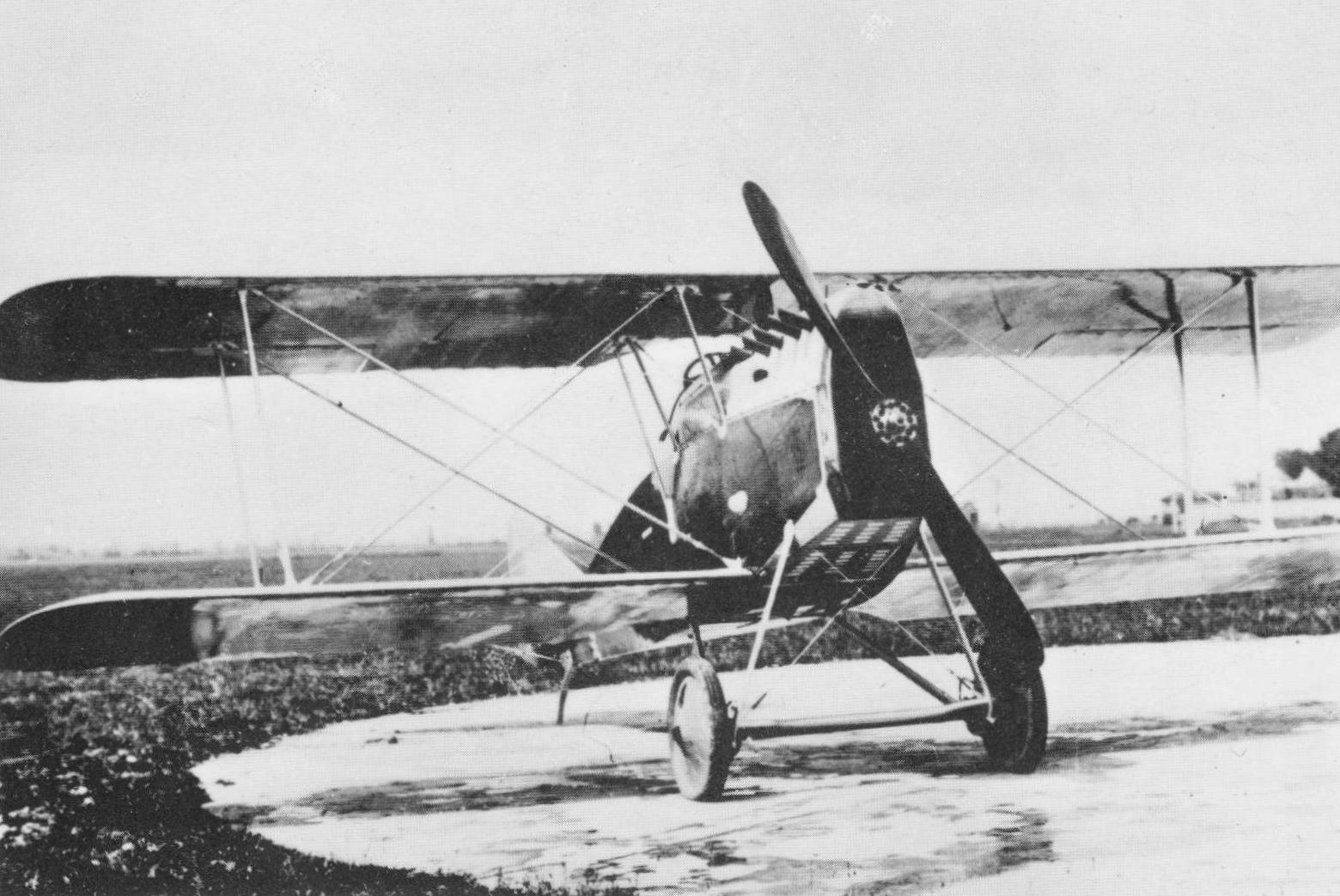
Ansaldo A.1 Balilla